# Прокопьев, Пётр Прокопьевич
Пётр Проко́пьевич Проко́пьев или Проко́фьев (князь Мышецкий; 1673, Повенец, Обонежская пятина — 25 апреля 1719; Выгорецкая обитель; Архангелогородская губерния) — деятель старообрядчества, один из отцов основателей Выговского общежития, екклесиарх и первый в истории её уставщик, писатель.

## Биография
Пётр был потомком княжеского рода Мышецких и приходился двоюродным племянником Андрею и Симеону Денисовым.
В 1691 году поселился на Сароозере в келье инока Игнатия Соловецкого. В 1694 году, вместе с братом Иваном и сёстрами Февронией и Матрёной, перешёл в создаваемую Выговскую обитель. Монашеского пострига не имел.
Пётр вместе с киновиархом Даниилом Викулиным были главными основателями Выговской обители. Для этой цели Пётр Прокопьевич иконы и книги привозил из Новгорода, Пскова и других мест. Он искал и переписывал Жития святых, и собрал в обители двенадцать книг Миней. Под его влиянием в старообрядчество из новообрядчества перешёл будущий киновиарх Выговского монастыря и писатель Иван Филиппович. В обители Пётр с самого начала занимал должность екклесиарха. Петром Прокопьевичем написано 15 разных посланий к местным пастырям «о назидании Церкви и об украшении её в разных отношениях». Пётр создатель «Поморского устава» (1723), которым в поморском согласии руководствуются при отправлении служб и в настоящее время. Прокопьев автор «Завещание выговской братии».
Описывая внешний облик Петра Прокопьевича, Даниил Матвеев отмечает: «Бяше убо возраста [роста - ВП] средняго, главу имеющ умерену, власы русы и мягцы и мало корчавы. Плотию смугл, лицем благоговеин, очима чист, чело взлысо, нос прав и мало нагорб, устне червлене, брадою скудою и редковласою, руце долзе, персты умерены и ревностию удобрени». Ещё более привлекают человеческие качества Петра Прокопьевича: «Нравом же бяше честен, незлобив, ведением книжным и живою памятию преобогащен, поистинне убо бе муж духовен…»
По инициативе Петра Прокопьевича были воздвигнуты часовни над могилами особо чтимых старцев — Кирилла Сунарецкого, Корнилия Выговского и других.
Пётр Прокопьевич был похоронен на главном выговском кладбище — Мёртвой горке (деревня Данилово), на том месте, которое сам себе выбрал за полтора года до своей кончины. Позднее рядом с его могилой была возведена малая часовня.

## Сочинения
- Завещание выговской братии
- Поморский устав